# Assemblea apostolica della fede in Cristo Gesù
L'Assemblea apostolica della fede in Cristo Gesù è un'associazione di chiese cristiane evangeliche di fede pentecostale oneness (o del nome di Gesù). Nata negli Stati Uniti nel 1925, in Italia è presente dal 1962 con varie comunità sparse sul territorio.

## Storia
La prima comunità in Italia nacque nel 1962, ad opera di Carmine Cogliano, emigrante italiano che aveva vissuto per molti anni in Argentina dove aveva aderito alla fede pentecostale oneness tramite l'assemblea apostolica presente in quel Paese.
Torna quindi al suo paese di origine, Gesualdo, in provincia di Avellino, dove comincia a parlare a tutti i suoi conoscenti e non solo del messaggio che ha conosciuto. In quel paese era già presente un'altra comunità evangelica (di credo pentecostale trinitario); Cogliano tenta anche di parlare di questo messaggio, ancora poco conosciuto in Italia, a questa comunità, ma ne viene allontanato. 
Nel frattempo l'opera di Cogliano va avanti ed ha successo, riuscendo a convertire decine e decine di persone in quel piccolo paese. A lui si unisce anche Ferdinando Troisi, già convertito, che frequentava l'altra comunità del paese ma fu entusiasta del messaggio oneness che riteneva biblicamente più corretto.
In quegli anni furono aperte diverse comunità nei paesi limitrofi (Villanova del Battista, Sturno, Ariano Irpino, Grottaminarda) ed anche in paesi più lontani, come San Fele (PZ) in Basilicata e Cetraro (CS) in Calabria, a causa del deciso impatto che il messaggio, di cui i neo-convertiti parlavano a chiunque incontrassero, ebbe in decine e decine di persone.
Nei primi anni 1970 Ferdinando Troisi con la sua famiglia si trasferì in Toscana per motivi di lavoro, e lì, dopo poco tempo, aprì una nuova comunità nel paese di Castelfranco di Sotto (PI) alla quale si unirono anche altre famiglie trasferitesi per lavoro dalle comunità del sud Italia e nuovi convertiti della zona.
Questa comunità, che inizialmente si riuniva in un locale di campagna di proprietà di Troisi, si trasferì dopo qualche tempo in un locale nella zona centrale del paese.
Negli anni 1980 le comunità formalizzarono la loro unione costituendosi ufficialmente come associazione religiosa senza fine di lucro.
Fu formato quindi un comitato direttivo nazionale che potesse lavorare per l'interesse delle singole comunità sparse in Italia. Il primo presidente eletto fu Armando Bianco, ministro ordinato dall'Assemblea apostolica e che faceva parte della comunità di Gesualdo (AV).
Dall'Assemblea apostolica degli Stati Uniti, con cui era nel frattempo iniziato un rapporto di collaborazione, furono inviati alcuni missionari per sostenere l'Assemblea apostolica italiana.
Negli anni 1980 viene aperta una missione a Pontedera (PI) ed a Livorno, che saranno in seguito chiuse.
Negli anni '90, a seguito di una divisione nella chiesa di Castelfranco di Sotto, viene riaperta la comunità di Pontedera. La chiesa di Castelfranco di Sotto in quegli anni lavorerà molto anche in Livorno, ma sarà costretta dopo qualche anno a chiudere nuovamente la missione in quella città.
Si affiliano all'Assemblea apostolica, in quegli anni, le comunità già esistenti di Randazzo (CT) e di Cesa (CE).
Nel 1999 viene aperta una missione in Roma, grazie all'arrivo in Italia di un missionario statunitense, il pastore David Tobar, che riesce in poco tempo a formare una comunità, seppur di piccole dimensioni. 
Viene aperta una nuova missione anche in Ariano Irpino (nuovamente) ed in Orta Nova (FG), quest'ultima trasferitasi poi a Foggia.
Nel 2002 viene acquistato un nuovo locale a Roma ed il pastore David Tobar torna negli Stati Uniti avendo concluso il suo mandato e lascia il posto al nuovo pastore, Pietro Silano.
Nel settembre del 2007 viene chiusa la comunità di Castelfranco di Sotto (PI).
Nel 2008 la comunità di Pontedera acquista un nuovo locale di culto, che viene inaugurato ufficialmente ad inizio 2009.
Nel 2010 viene associata la comunità di Torino condotta dal past. Guzman.

## Dottrina
L'Assemblea apostolica è una chiesa evangelica di tipo pentecostale oneness.
I punti di fede ufficiali ed accettati sono i seguenti
1.            Crediamo che la Chiesa del nostro Signor Gesù Cristo sia una, universale ed indivisibile, formata da tutti gli uomini - senza distinzione di nazionalità, lingua, colore o costume - che hanno accettato il nostro Signor Gesù Cristo come loro Salvatore e sono stati battezzati dallo Spirito Santo (1 Cor. 12:13). I vincoli che uniscono i membri della Chiesa sono l'amore e la fede comune ed il loro stendardo è il Nome di Gesù Cristo, sotto il quale marcia gagliardamente la Chiesa, imponente come eserciti in ordine (Cant. 6: 10).
2.            Crediamo che c'è un solo Dio che si è manifestato al mondo in distinte forme, attraverso i secoli, e che si è rivelato specialmente come Padre nella Creazione dell'Universo, come Figlio nella redenzione dell'Umanità e come Spirito Santo spargendosi nei cuori dei credenti.
Questo Dio è il Creatore di tutto quello che esiste, sia visibile che invisibile; Eterno, Infinito in potere, Santo nella sua natura, attributi e propositi, e possiede una Divinità assoluta ed indivisibile; è infinito nella sua immensità, inconcepibile nel suo modo di essere ed indescrivibile nella sua essenza; conosciuto completamente solo da se stesso, perché una mente infinita si può comprendere solo da se stessa. Non ha corpo né parti ed è pertanto libero da ogni limitazione.
“Il primo di tutti i comandamenti è: Ascolta Israele: Il Signore Iddio nostro è l'unico Signore” (Marco 12:29; Deut. 6:4). “Nondimeno, quant'è a noi, abbiamo un solo Dio”  (1 Cor. 8: 6).
3.            Crediamo che Gesù Cristo nacque miracolosamente dal ventre della vergine Maria, per opera dello Spirito Santo e che nello stesso tempo è l'unico e vero Dio (Rom. 9: 5; I Giov. 5:20). Lo stesso Dio dell'Antico Testamento prese forma umana (Isaia 60:1-3). “E la Parola si è fatta carne, ed è abitata fra noi” (Giov. 1:14). “E, senza alcun dubbio, grande è il mistero della pietà: Dio è stato manifestato in carne, è stato giustificato nello Spirito, è apparso agli angeli, è stato predicato tra i gentili, è stato creduto nel mondo, è stato elevato in gloria.” .(I Tim. 3:16).
Crediamo che in Gesù Cristo si mescolano, in forma, perfetta ed incomprensibile, gli attributi Divini e la natura umana. Da parte di Maria, nel cui ventre prese forma di uomo, era umano; da parte dello Spirito Santo, che lo generò in Maria, era Divino; per questo si chiama Figlio di Dio e Figlio dell'uomo.
Pertanto crediamo che Gesù Cristo è Dio “...perché in lui abita corporalmente tutta la pienezza della Deità” (Col. 2:9), e che la Bibbia ne fa conoscere tutti gli attributi; è Padre Eterno e nello stesso tempo è un Fanciullo che ci è, nato (Isaia 9:5).  È il Creatore di tutto (Col. 1:16-17; Isaia 45:18).  È Onnipresente (Giov. 3:13; Deut. 4:39).  Faceva meraviglie come Iddio Onnipotente (Luca 5:24-26; Salmo 86:10).  Ha potestà sopra il mare (Marco 4:37-39; Salmo 107:29-30).  È sempre lo stesso (Eb. 13:8; Salmo 102:27).
4.            Crediamo nel battesimo dello Spirito Santo promesso da Dio nell'Antico Testamento e sparso dopo la glorificazione del Signor Gesù Cristo, che è colui che l'invia (Gioele 2:28-29; Giov. 7:37-39; 14:16-26; Fatti 2:14, 16-18).
Crediamo, inoltre, che la dimostrazione evidente che una persona è stata battezzata con lo Spirito Santo, siano le nuove lingue nelle quali il credente può parlare e che questo segno è anche per il nostro tempo.
Crediamo anche che lo Spirito Santo è potenza che permette di testimoniare di Cristo (Fatti 1:8) e che serve per la formazione di un carattere cristiano più grato a Dio (Gal. 5:22-25).  Lo stesso Spirito dà doni agli uomini, e questi servono per l'edificazione della Chiesa (Rom. 12:6-8; I Cor. 12:1-12; Ef. 4:7-13), però non accettiamo che c'è in alcun uomo la facoltà di impartire ad altri qualche dono, dato che “tutte queste cose opera quell'unico e medesimo Spirito, distribuendo particolarmente i suoi doni a ciascuno, come egli vuole” (I Cor. 12:11). “Ma a ciascuno di noi è stata data la grazia, secondo la misura del dono di Cristo” (Ef. 4:7).
Tutti i membri della Chiesa apostolica della fede in Cristo Gesù devono cercare lo Spirito Santo e cercare di vivere costantemente nello Spirito, come raccomanda la Parola di Dio (Rom. 8:5-16; Ef. 5:18; Col. 3:5).
5.                        Crediamo nel battesimo in acqua per immersione e nel Nome di Gesù Cristo, il quale deve essere amministrato da un ministro ordinato.
Il battesimo deve essere per immersione, perché solo così rappresenta la morte dell'uomo al peccato essendo così simile alla morte di Cristo (Rom.6:1-5). Nel Nome di Gesù Cristo perché questa è la forma nella quale gli apostoli e i ministri battezzarono nell'età primitiva della Chiesa, come provano le Sacre Scritture (Fatti 2:38; 8:16; 10:48; 19:6; 22:16).
6.            Crediamo nella pratica letterale della Cena del Signore che lui stesso istituì (Matteo 26:26-29; Marco 14:22-25; Luca 22:15-20; I Cor. 11:23-26).
In questa istituzione si deve usare pane senza lievito, che rappresenta il corpo senza peccato del Nostro Signor Gesù Cristo, e vino che rappresenta il Sangue di Cristo, che consumò la nostra redenzione.
L'oggetto di questa cerimonia è commemorare la morte del Nostro Signor Gesù Cristo e annunciare il giorno nel quale ritornerà al mondo e, nello stesso tempo, dare testimonianza della comunione che esiste tra i credenti.  Nessuna persona deve partecipare a questo atto senza essere membro fedele della Chiesa ed essere in piena comunione, altrimenti non potrà discernere il corpo del Signore (I Cor. 10:15-17; 11:27-28; II Cor. 13:5). Il Signore, al termine di una cena con i suoi apostoli, celebrò la lavanda dei piedi. Al termine di questo atto il Maestro spiegò ai suoi discepoli il suo significato e raccomandò loro che si lavassero i piedi gli uni agli altri. La Chiesa pratica questo atto in combinazione con la Cena del Signore o distintamente, come un atto di umiltà e fraternità cristiana (I Tim. 5:10).
7.            Crediamo nella Resurrezione letterale del nostro Signor Gesù Cristo che avvenne il terzo giorno dalla sua morte, come riportano gli Evangeli (Matteo 27:60-64; Marco 16:1-20; Luca 24:1-12, 36-44; Giov. 20:12-20).  Questa Resurrezione era stata annunciata dai profeti (Isaia 53:12) ed era necessaria per la nostra speranza e giustificazione (I Cor. 15:20; Rom. 4:25).
8.            Crediamo che ci sarà una Resurrezione letterale dei morti nel Signore, che saranno rivestiti con un corpo glorificato e spirituale, con il quale vivranno per sempre nella presenza del Signore (Giov. 5:29; Fatti 24:15).  I cristiani che saranno ancora vivi nel momento in cui il Signore raccoglierà la sua Chiesa saranno ugualmente trasformati e così andranno a stare col Signore per sempre in gloria (I Tess. 4:18; I Cor. 15:51-52).
Crediamo anche che ci sarà una resurrezione degli ingiusti, però questi si sveglieranno dal sonno della tomba solo per essere giudicati ed ascoltare la dura sentenza che li farà eredi del fuoco eterno (Matteo 25:26; Giov. 5:29; Apoc. 20:12-15; Marco 9:44; Dan. 12:2).
9.                  Crediamo che la Chiesa, composta dai morti nel Signore e dai fedeli che sono sopra la terra nel momento del rapimento, sarà rialzata per andare ad incontrare il suo Signore nell'aria e partecipare alle “nozze dell'Agnello”.  Successivamente verrà con Lui sulla terra per effettuare il giudizio delle nazioni e regnare con Cristo mille anni.  Questo periodo sarà preceduto dalla Grande tribolazione e dalla battaglia dell'Armagheddon, alla quale il Signore metterà fine quando discenderà sopra il monte degli Ulivi con tutti i suoi santi (I Tess. 4:13-17; I Cor. 15:51-54; Fil. 3:20-21; Isaia 65:17-25; Dan. 7:27; Michea 4:1-3; Zac. 14:1-6; Matteo 5:5; Apoc. 20:1-5; Rom. 11:25-27).
10.   Crediamo che ci sarà un giudizio al quale parteciperanno tutti gli uomini che sono morti senza Cristo e coloro che saranno sopra la terra quando avverrà. Questo giudizio si effettuerà alla fine del millennio e si conosce anche col nome di giudizio del trono bianco.  La Chiesa non sarà giudicata in questa occasione, anzi, essa interverrà nel giudizio che si terrà nei confronti di tutti gli uomini, secondo quello che è scritto nei libri che Dio ha preparato.  Al termine di questo giudizio, i cieli e la terra che oggi esistono saranno rinnovati dal fuoco e i fedeli abiteranno nella Nuova Gerusalemme.  La dispensazione cristiana sarà terminata ed allora Dio ritornerà ad essere tutte le cose in tutti (Dan. 7:8-10, 14-18; I Cor. 6:2-3; Rom. 2:16; 14: 10; I Cor. 5:10; Apoc. 20:5-15; 21:1-6).
11.   Crediamo che Dio ha potere per guarire le nostre dolenze fisiche, se così è la Sua volontà, e che la guarigione Divina è il risultato del sacrificio di Cristo, dato che Lui portò le nostre infermità e soffrì i nostri dolori (Isaia 53:4).  La guarigione del corpo è il risultato della fede del credente e del potere del Nome di Gesù Cristo che viene invocato sopra l'infermo.  Il Signor Gesù Cristo promise che coloro che crederanno, nel suo Nome imporranno le mani sopra gli infermi ed essi staranno bene (Marco 16:18).  Gli infermi devono essere unti con olio nel Nome di Gesù Cristo da ministri ordinati affinché il Signore compia le sue promesse (Giov. 14:13; Salmo 103:14, Luca 9:1-3; 10:9; I Cor. 12:9; Giac. 5:14-16).
Raccomandiamo ai membri ed ai ministri della nostra chiesa di astenersi dal lanciare critiche indebite alla scienza medica - i cui progressi nessuno può negare e che hanno origine dall'abilità che Dio ha dato agli uomini di scoprire i segreti del funzionamento dell'organismo umano - al fine di non trovare condanna con ciò che loro stessi approvano (Rom. 14:22). Nello stesso tempo li esortiamo collaborare con le autorità ove sia possibile.
12.    Crediamo che tutti i membri del corpo di Cristo devono essere santi, cioè, appartati da ogni peccato e consacrati al servizio di Dio. Per questa ragione devono astenersi dal praticare ogni classe di diversioni e immondizie di carne e di spirito (Lev. 19:2; II Cor. 7:1; Ef. 5:26-27; I Tess. 4:3-4; II Tim. 2:21; Eb. 12:14; 1 Pietro 1:16). Però nella pratica della santità crediamo che deve evitarsi ogni tipo di estremismo, ascetismo e privazioni che hanno una certa reputazione di sapienza per quel tanto che è in loro di culto volontario, di umiltà e di austerità nel trattare la carne, la quale è ombra di cose che dovevano avvenire, ma il corpo è di Cristo (Col. 2:17, 23). Per quanto riguarda gli alimenti, si sappia che “ogni creatura di Dio sia buona, e nessuna sia da riprovare, essendo usata con rendimento di grazie” (I Tim. 4:4).
13.          Crediamo che il matrimonio è sacro, dato che fu stabilito fin dal principio, ed è onorevole in tutti (Gen. 2:21-24; Matteo 19:1-5; Eb. 13:4). I matrimoni devono celebrarsi in accordo con le leggi dei rispettivi paesi, ed in seguito solennizzarti nella Chiesa, secondo la pratica approvata. Le coppie che non hanno legalizzata la loro unione e desiderano battezzarsi, devono prima compiere i requisiti richiesti dalle leggi civili.
Crediamo che il matrimonio sia una unione che deve durare finché siano in vita i due coniugi. Alla morte di uno di loro, l'altro sarà libero di risposarsi e non pecca se lo fa nel Signore (Rom. 7:1-3; I Cor. 7:39).
Crediamo, inoltre, che i matrimoni devono verificarsi esclusivamente tra membri fedeli. Nessun ministro dovrà unire in matrimonio un membro della Chiesa con una persona non convertita. I membri che, essendo in piena comunione, si sposano con una persona non convertita, dovranno essere giudicati dal pastore.
14.          Crediamo nella separazione tra lo Stato e la Chiesa e che nessuno debba intervenire negli affari intimi dell'altro, compiendo così il precetto Biblico di dare a Cesare le cose di Cesare, e a Dio le cose di Dio (Marco 12:17). I cristiani devono partecipare alle attività civili secondo le loro capacità e inclinazioni politiche, però sempre riflettendo le loro idee personali e non quelle della Chiesa, la quale è sempre neutrale ed ha posto per gli uomini di tutte le credenze politiche. Nello stesso tempo, tutti i cristiani devono ubbidire alle autorità civili e a tutte le leggi e disposizioni che esse emettono, sempre che non siano in contraddizione con i loro principi religiosi o li obblighino a fare cose contrarie alla propria coscienza (Rom. 13:1-7).
15.            L'Assemblea apostolica della fede in Cristo Gesù riconosce il governo umano come ordinato da Dio (Rom. 13:1-2) e facendo così esorta i suoi membri ad affermare la loro lealtà verso la Patria. Essendo discepoli del Signor Gesù Cristo è dovere di tutti i cristiani ubbidire ai Suoi precetti e comandamenti, i quali insegnano: “Non contrastate il male” (Matteo 5:39), “Procacciate pace con tutti” (Eb. 12:14). Anche Rom. 12:19; Matteo 26:52; Giac. 5:6; Apoc. 13:10. Da queste scritture si crede e si interpreta che i seguaci del nostro Signor Gesù Cristo non devono distruggere proprietà straniere o togliere vite umane.
Si considera peccato, dopo aver ricevuto la conoscenza della verità ed essere state fatte nuove creature in Cristo Gesù, partecipare in azioni o in atti differenti da quelli raccomandati dalla Divina Parola di Dio (Eb. 6:4-9; lo. 26-27).
Pertanto si consiglia a tutti i membri che, d'accordo al suggerimento della propria coscienza, servano liberamente la loro patria, nei tempi di pace e di guerra, e prestino servizio, non importa quanto sia duro e pericoloso, in tutte le forze NON COMBATTENTI.  La dottrina insegna che si preghi per avere sempre uomini di Dio come governatori e di pregare per loro affinché abbiano sempre la guida Divina e che, come nazione, possiamo essere guardati fuori della guerra con onore e vivere in pace continuamente (I Tim. 2:1-3).
16.            Crediamo, alla luce della Parola di Dio, che c'è peccato di morte e che se questo è commesso nei termini che riporta la stessa Bibbia, si perde il diritto alla salvezza (Matteo 12:31-32; Rom. 6:28; Eb. 10:26-27; 1 Giov. 5:16-17).  Pertanto raccomandiamo a tutti i fedeli di rimanere fedeli fino alla fine (Rom. 2:6-10; I Cor. 9:26-27). e di astenersi dal dare ascolto a dottrine che promettono sicurezza eterna al cristiano, senza dare importanza alla sua condotta, con l'idea che “ una volta salvo, salvo per sempre“
17.            Crediamo che il sistema che la Bibbia insegna per ottenere i fondi necessari al compimento dell'Opera sono le decime e le offerte, che devono essere praticate sia dai ministri che dai credenti (Gen. 28:22; Mal. 3:10; Matteo 23:23; Luca 6:38; Fatti 11:27, 30; I Cor. 9:3-14; 16:1-2; II Cor. 8:1-16; 9:6-12; 11:7-9; I Tim. 5:17-18; 6:17-19; Gal. 6:6-10; Fil. 4:10-12, 15-19)
Sapendo che l'Opera di Dio non ha solo un aspetto spirituale, ma anche materiale, crediamo che è necessario regolamentare il modo in cui si raccolgono e si distribuiscono i fondi necessari per rispondere alle necessità materiali dell'Opera.
18.            Crediamo che il ministero è uno strumento di Dio e che lo Spirito Santo conferisce a ogni ministro la facoltà di servire la Chiesa con distinte capacità e con distinti doni, le cui manifestazioni sono tutte per l'edificazione del Corpo di Cristo (Rom. 12:6-8; I Cor. 12:5-11; Ef. 4:11-12).
Anche se la chiamata al ministero è di origine Divina, crediamo che la Parola di Dio contiene sufficienti insegnamenti sopra i requisiti che deve avere la persona che si appresta a servire nel ministero. Inoltre, corrisponde ai governi ecclesiastici, debitamente organizzati, esaminare i candidati al ministero e determinare quando sono degni di approvazione e il compito al quale si devono dedicare (Fatti 1:23-26; 6:1-3; I Tim. 3:1-10; 4:14; 5:22; Tito 1:5-9).
Crediamo, inoltre, che lo Spirito Santo usa il ministro in distinte forme, secondo le necessità dell'Opera di Dio e la capacità e disposizione personale del ministro. Nessuno può essere collocato in una posizione più elevata di quella che si merita (I Tim. 3:13; Rom. 12:3).
Crediamo che il vescovato è l'incarico più elevato nel ministero e che a coloro che l'occupano si deve mostrare considerazione e rispetto senza tralasciare quelli che occupano posizioni di minore responsabilità. »

## Organi
L'Assemblea apostolica ha un comitato direttivo nazionale, eletto ogni due anni in occasione del convegno nazionale.
Il comitato è composto da un presidente, un vicepresidente, un segretario, un tesoriere ed un segretario di educazione cristiana (che si occupa delle pubblicazioni).
Esso è responsabile dell'amministrazione generale e della politica comune delle varie comunità sparse sul territorio.
Ogni comunità ha comunque un suo pastore che ha una certa autonomia ma deve rispondere al comitato nazionale.

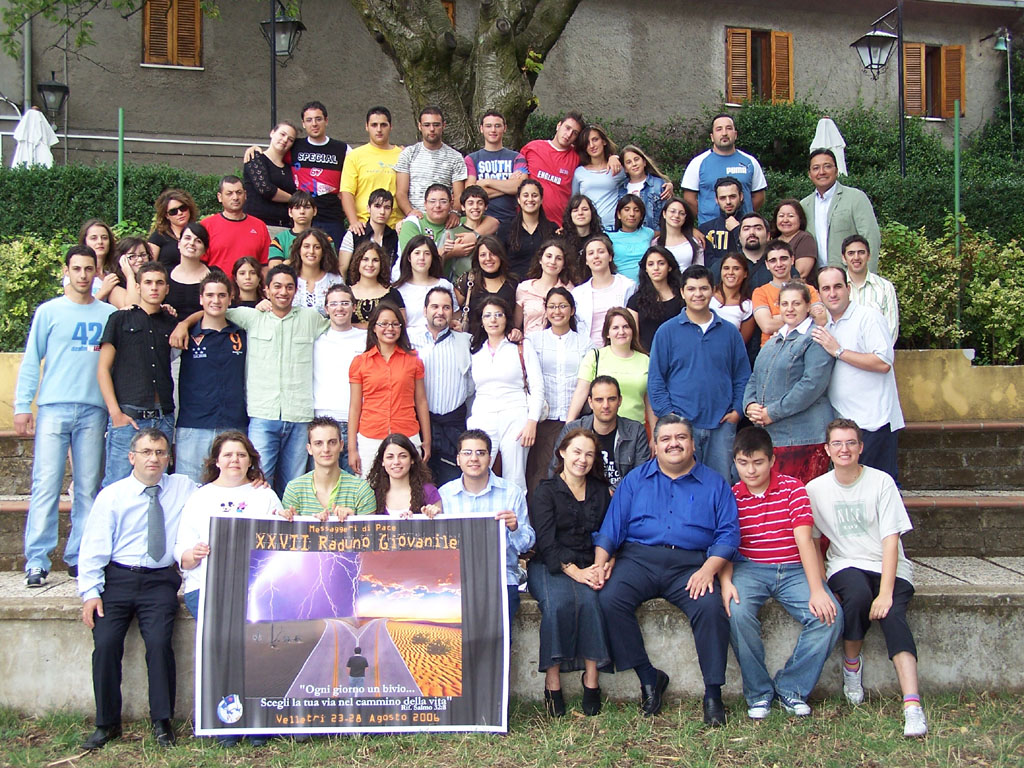
Raduno giovanile nel 2006

## Gruppi
I gruppi principali dell'Assemblea apostolica sono:
- il gruppo giovanile, denominato "Messaggeri di Pace", che coordina le attività dei vari gruppi giovanili locali ed organizza raduni ed eventi rivolti ai giovani delle varie comunità. Il suo comitato viene eletto ogni due anni durante il convegno nazionale.
- il gruppo femminile, denominato "Dorcas", che coordina le attività dei vari gruppi femminili locali ed organizza raduni ed eventi rivolti alle donne ed alle famiglie. Il suo comitato viene eletto ogni due anni durante il convegno nazionale.

## Comunità in Italia
L'Assemblea apostolica in Italia conta circa 400 membri ed una decina di comunità.
- Piemonte

Torino
- Toscana

Pontedera (PI)
- Lazio

Roma
- Campania

Cesa (CE)
Gesualdo (AV)
Villanova del Battista (AV)
- Basilicata

San Fele (PZ)
- Calabria

Cetraro (CS)
- Sicilia

Randazzo (CT)